# Pallavolo agli VIII Giochi asiatici
La pallavolo agli VIII Giochi asiatici si è disputata durante l'VIII edizione dei Giochi asiatici, che si è svolta a Bangkok, in Thailandia, nel 1978.

## Podi
| Evento                         | Oro           | Argento  | Bronzo        |
| Pallavolo maschile (dettagli)  | Corea del Sud | Giappone | Cina          |
| Pallavolo femminile (dettagli) | Giappone      | Cina     | Corea del Sud |